# ひびのこづえ
ひびの こづえ（1958年4月15日 - ）は、日本のコスチューム・アーティスト。東京藝術大学卒業。静岡県沼津市生まれ。1997年までの旧作家名は、内藤 こづえ（ないとう こづえ）。

## 経歴
1958年静岡県生まれ。1982年東京藝術大学美術学部デザイン科視覚伝達デザイン卒業。1990年より野田秀樹演出作品の多くで舞台衣装を担当する。2000年代よりPV衣装やテレビ番組の衣装セットも担当。定期的に個展も開催する。衣装以外にも、ひびのこづえブランドで小物や帽子、バッグなども制作・販売している。
夫は現代美術家の日比野克彦。

## 主な受賞歴
- 1984年：日本グラフィック展奨励賞
- 1989年：日本グラフィック展年間作家新人賞
- 1992年：エイボン女性年度賞エイボン芸術賞
- 1992年：毎日ファッション大賞新人賞、資生堂奨励賞
- 1992年：グッドデザイン賞大賞（NHK Eテレ『にほんごであそぼ』）
- 2007年：タカシマヤ文化基金タカシマヤ美術賞
- 2021年：紀伊國屋演劇賞個人賞

## 衣装制作

### 野田秀樹演出作品
- 1990年：「野田秀樹のから騒ぎ」（日生劇場）
- 1991年：夢の遊眠社「透明人間の蒸気」（シアターコクーン）
- 1992年：「野田秀樹の真夏の夜の夢」（日生劇場）
- 1993年：NODA・MAP旗揚げ公演「キル」（シアターコクーン）
- 1994年：「虎-野田秀樹の国性爺合戦-」（日生劇場）
- 1995年：NODA・MAP「贋作・罪と罰」（シアターコクーン）
- 1995年：NODA・MAP「し」（自由劇場）
- 1996年：NODA・MAP「TABOO」（シアターコクーン）
- 1997年：NODA・MAP「キル」（シアターコクーン）
- 2000年：NODA・MAP「カノン」（シアターコクーン）
- 2001年：「贋作・桜の森の満開の下」（新国立劇場）
- 2001年：歌舞伎「野田版・研辰の討たれ」（歌舞伎座）
- 2003年：歌舞伎「野田版・鼠小僧」（歌舞伎座）
- 2004年：NODA・MAP「走れメルス〜少女の唇からはダイナマイト！」（シアターコクーン）
- 2005年：十八代目中村勘三郎襲名披露公演「野田版・研辰の討たれ」（歌舞伎座）【祝い幕も担当】
- 2005年：NODA・MAP「贋作・罪と罰」（シアターコクーン）
- 2006年：NODA・MAP「ロープ」（シアターコクーン）
- 2007年：NODA・MAP「キル」（シアターコクーン）
- 2008年：歌舞伎「野田版・愛陀姫」（歌舞伎座）
- 2009年：NODA・MAP「パイパー」（シアターコクーン）
- 2009年：歌舞伎「野田版・鼠小僧」（歌舞伎座）
- 2010年：NODA・MAP「ザ・キャラクター」（東京芸術劇場中ホール）
- 2010年：NODA・MAP 番外公演「表に出ろいっ！」 （東京芸術劇場小ホール）
- 2011年：NODA・MAP「南へ」（東京芸術劇場中ホール）
- 2012年：NODA・MAP 番外公演「THE BEE JAPANESE Version」 （水天宮ピット他）
- 2012年：NODA・MAP「エッグ」（東京芸術劇場プレイハウス）
- 2013年：NODA・MAP「MIWA」（東京芸術劇場プレイハウス）
- 2015年：NODA・MAP「エッグ」（東京芸術劇場プレイハウス）
- 2015年：モーツァルト/歌劇『フィガロの結婚』 〜庭師は見た！〜新演出（金沢歌劇座他）
- 2016年：NODA・MAP「逆鱗」（東京芸術劇場プレイハウス他）
- 2017年：NODA・MAP「足跡姫～時代錯誤冬幽霊～」（東京芸術劇場プレイハウス）
- 2017年：八月納涼歌舞伎「野田版 桜の森の満開の下」（歌舞伎座）
- 2017年：「One Green Bottle」～『表に出ろいっ！』English version～（東京芸術劇場シアターイースト他）
- 2018年：ダンス　森山開次「サーカス」（新国立劇場）
- 2018年：KAAT版「不思議の国のアリス」（KAAT)
- 2018年：NODA・MAP「贋作 桜の森の満開の下」（東京芸術劇場プレイハウス他）

### その他
- 2003年 - （現在）：NHK・にほんごであそぼ【セットデザインも担当】
- 2004年:こども向けのオペラ『ジークリフトの冒険～指輪をとりもどせ！』
- 2005年：「50years withミッフィー展」スタッフユニフォーム（全国巡回）
- 2005年： 愛・地球博開会式・子供衣装、「クリエイティブジャパン」テーマパフォーマンス（モリゾー・キッコロメッセ）
- 2005年：宇多田ヒカル「Passion」PV
- 2006年：本木克英監督映画『ゲゲゲの鬼太郎』
- 2007年:新国立劇場オペラ『さまよえるオランダ人』[2][3]
- 2011年：福岡大学病院 小児病棟【アートワーク】
- 2014年：一青窈「他人の関係 feat. SOIL&“PIMP”SESSIONS」PV
- 2015年 - （現在）：東京キャラバン（野田秀樹発案・演出、日本の多種多様な芸術が集う文化発信ムーブメント）
- 2022年 : 舞台「粛々と運針」[4]